# Raj Reddy
Dabbala Rajagopal "Raj" Reddy (nascut el 13 de juny de 1937) és un informàtic indi-estatunidenc que va guanyar el Premi Turing de 1994. És pioner de la intel·ligència artificial i ha treballat de professor a Stanford i Carnegie Mellon durant més de 40 anys. Fou el director que va fundar l'Institut de Robòtica de Carnegie Mellon. També va participar en la creació de la Universitat Rajiv Gandhi de Tecnologies del Coneixement a l'Índia, per cobrir les necessitats educatives del jovent rural, amb talent i pocs ingressos. També és president de l'Institut de Tecnologia de la Informació de Hyderabad. Fou la primera persona d'origen asiàtic que va rebre el premi Turing, l'equivalent del Nobel de la Informàtica, per la seva feina en el camp de la intel·ligència artificial.

## Biografia
Dabbala Rajagopal Reddy va néixer a Katur, al districte de Chittoor d'Andhra Pradesh, a l'Índia. El seu pare, Sreenivasulu Reddy, era terratinent agrícola i la seva mare, Pitchamma, era mestressa de casa. Va obtenir la llicenciatura en enginyeria civil a l'Escola d'Enginyeria de Guindy, llavors adscrita a la Universitat de Madras (ara a la Universitat Anna) de Chennai, el 1958. Després, es va traslladar a Austràlia, i allà va obtenir un màster en tecnologia a la Universitat de Nova Gal·les del Sud el 1960. També es va doctorar en informàtica a la Universitat Stanford el 1966.
Aquell mateix any va començar la seva carrera acadèmica com a professor ajudant a la mateixa universitat. El 1969, va passar a Carnegie Mellon. Fou el director fundador de l'Institut de Robòtica de la Universitat entre 1979 i 1991.
Viu a Pittsburgh amb la seva família.

## Carrera
Reddy ocupa la càtedra Moza Bint Nasser d'Informàtica i Robòtica a l'Escola d'Informàtica de Carnegie Mellon. El 1960, Reddy va començar a treballar a IBM a Austràlia. Va ser professor ajudant d'informàtica a Stanford entre 1966 i 1969. Va passar a Carnegie Mellon com a professor associat d'Informàtica el 1969.
Fou el primer director de l'Institut de Robòtica a partir de 1979 fins al 1991 i degà de l'Escola d'Informàtica entre 1991 i 1999. Com a degà, va participar en la creació de l'Institut de Tecnologies del Llenguatge, l'Institut d'Interacció Persona-Ordinador, el Centre per al Descobriment i l'Aprenentatge Automàtics (ara conegut com a Departament d'Aprenentatge Automàtic) i l'Institut de Recerca en Programari. Dirigeix en Consell de Govern de l'Institut Internacional de Tecnologia de la Informació d'Hyderabad i és Canceller i president del Consell de Govern de la Universitat Rajiv Gandhi de Tecnologies del Coneixement, a l'Índia.
Reddy fou copresident del Comitè Consultiu de Tecnologia de la Informació del President dels Estats Units (PITAC) entre 1999 i 2001. Fou un dels fundadors de l'Associació Americana d'Intel·ligència Artificial i en fou el president entre 1987 i 1989. És membre de la junta internacional de governadors del Centre Peres per a la Pau a Israel. És membre dels consells de govern d'EMRI i HMRI que utilitzen solucions tecnològiques per proporcionar atenció sanitària amb un cost sostenible a la població rural de l'Índia.

## Recerca
Els seus primers treballs de recerca van ser als laboratoris d'intel·ligència artificial de Stanford, primer com a estudiant de doctorat i després com a professor ajudant, i a Carnegie Mellon des de 1969.
La seva recerca en IA es va concentrar en els aspectes perceptius i motrius de la intel·ligència com ara la parla, el llenguatge, la visió i la robòtica. Al llarg de tres dècades, Reddy i els seus col·legues van crear unes quantes demostracions històriques de sistemes de llenguatge parlat, com per exemple, el control per veu d'un robot, el reconeixement de parla connectada amb vocabulari gran, el reconeixement de parla independent del parlant, i el dictat amb vocabulari no restringit. Reddy i els seus col·legues també han fet contribucions fundacionals a les Arquitectures Informàtiques Orientades a Tasques, l'Anàlisi d'Escenes Naturals, L'Accés Universal a la Informació, i els Sistemes Robòtics Autònoms. Hearsay I és un dels primers sistemes capaços de reconeixement de parla continu. Sistemes següents com Hearsay II, Dragon, Harpy, i Sphinx I/II van desenvolupar moltes de les idees en què es basa la tecnologia moderna comercial de reconeixement de veu, com s'explica en la seva xerrada sobre la tecnologia amb Xuedong Huang i James K. Baker.
Algunes d'aquestes idees—notablement el "model de pissarra" per coordinar múltiples fonts de coneixement—s'han adoptat al llarg de tot l'espectre de la intel·ligència artificial aplicada. El seu altre interès principal de recerca ha estat explorar el paper de la "Tecnologia al Servei de la Societat". Un primer intent en aquest sentit fou l'establiment, el 1981, del Centre Mondial Informatique et Ressource Humaine a França per Jean-Jacques Servan-Schreiber i un equip tècnic amb Nicholas Negroponte, Alan Kay, Seymour Papert i Terry Winograd. Reddy fa treballar com a Científic en Cap del centre.
Un dels interessos de recerca actuals de Reddy és el "Projecte de Biblioteca Digital Universal".

## Premis i honors
Alguns dels premis i honors que ha rebut són:
- Fellow de l'Acoustical Society of America, IEEE i AAAI.
- Reddy és membre[8] de l'Acadèmia Nacional d'Enginyeria dels Estats Units, l'Acadèmia Americana de les Arts i les Ciències, l'Acadèmia Xinesa d'Enginyeria, l'Acadèmia de Ciència Nacional de l'Índia, i l'Acadèmia d'Enginyeria Nacional de l'Índia.
- Ha rebut doctorats honoris causa de la Universitat SV, Université Henri-Poincare, Universitat de Nova Gal·les del Sud,[30] Jawaharlal Nehru Technological University, Universitat de Massachusetts,[31] University of Warwick,[32] Anna University, Indian Institute for Information Technology (Allahabad), Andhra University, IIT Kharagpur[33] i Hong Kong University of Science and Technology.[34]
- El 1994, ell i Edward Feigenbaum van rebre el Premi Turing "Per ser pioners en el disseny i la construcció de sistemes d'intel·ligència artificial a gran escala, demostrant la importància pràctica i l'impacte comercial potencial de la tecnologia d'intel·ligència artificial".[35]
- El 1984, Reddy va rebre la Legió d'Honor francesa de mans del president francès François Mitterrand per les seves contribucions com a Científic en Cap del "Centre Mondial Informatique" de París en l'ús de "Tecnologia al Servei de la Societat".[28]
- El 2001, Reddy va rebre el Padma Bhushan, un premi que dona el govern indi per reconèixer un servei distingit de gran nivell a la nació.[36]
- El 2004, Reddy va rebre el Premi Okawa per la seva recerca pionera de sistemes d'intel·ligència artificial a gran escala, interacció persona-ordinador i Internet, i contribucions excel·lents a la política d'informació i telecomunicacions i la cura dels recursos humans.[37]
- El 2005, Reddy va rebre el premi Honda pel seu paper de pioner en robòtica i informàtica que s'espera que s'utilitzin en la societat del futur per una varietat d'aplicacions que inclouen l'educació, medicina, salut, i recuperació de desastres.[38]
- El 2006 va rebre el premi Vannevar Bush, el premi més important de la National Science Foundation als Estats Units, per la seva contribució al llarg de tota la vida a la ciència i les polítiques d'estat per la ciència.[39]
- El 2008, Reddy va rebre el IEEE James L. Flanagan Speech and Audio Processing Award, "per lideratge i contribucions pioneres al reconeixement de veu, enteniment del llenguatge natural, i intel·ligència artificial".[40]
- El 2011, Reddy va entrar al saló de la Fama d'IEEE Intelligent Systems per "contribucions significatives al camp de l'IA i els sistemes intel·ligents".[41][42]

## Contribucions
- Machine Intelligence and Robotics: Report of the NASA Study Group — Resum executiu,[43] Informe Final[44] Carl Sagan (president), Raj Reddy (vicepresident) i altres, NASA JPL, setembre de 1979
- Foundations and Grand Challenges of Artificial Intelligence, AAAI Presidential Address, 1988.[14]
- To Dream the Possible Dream, Conferència del Premi Turing presentada a l'ACM CS Conference, 1 de març de 1995[45]